# Stelis megistantha
Stelis megistantha är en orkidéart som beskrevs av Rudolf Schlechter. Stelis megistantha ingår i släktet Stelis och familjen orkidéer. Inga underarter finns listade i Catalogue of Life.